# Quakers Hill, New South Wales
Quakers Hill este o suburbie în Sydney, Australia.